# Макфарлан, Ноэл
Уильям Ноэл Макфарлан (англ. William Noel McFarlane; 20 декабря 1934 — 19 марта 2019) — ирландский футболист, крайний нападающий. Один из «малышей Басби», выигравших первый в истории Молодёжный кубок Англии.

## Футбольная карьера
Уроженец Брея, графство Уиклоу, Макфарлан начал играть в футбол в местных любительских командах, а также получал вызов в школьную сборную Ирландии. В июне 1951 года подписал любительский контракт с английским клубом «Манчестер Юнайтед», став игроком его молодёжной команды, известной в то время как «малыши Басби». В апреле 1952 года подписал с клубом профессиональный контракт. В сезоне 1952/53 Макфарлан регулярно играл за молодёжную команду «Юнайтед» вместе с такими игроками как Эдди Колман, Лиам Уилан, Дэвид Пегг, Ронни Коуп, Альберт Скэнлон и Дункан Эдвардс, и принял участие в обоих финалах первого в истории Молодёжного кубка Англии, забив два мяча в первом матче. В итоге «Манчестер Юнайтед» выиграл Молодёжный кубок Англии.
13 февраля 1954 года Макфарлан провёл свой первый и единственный матч за основной состав «Манчестер Юнайтед». Это была игра Первого дивизиона против «Тоттенхэм Хотспур» на стадионе «Олд Траффорд», «Юнайтед» одержал в ней победу со счётом 2:0. Несмотря на уверенные выступления в молодёжной команде, Макфарлан не смог выиграть конкуренцию за место в основном составе у правого вингера Джонни Бери и подменявшего его Колина Уэбстера, в июне 1956 года покинул английский клуб.
Летом 1956 года стал игроком ирландского клуба «Уотерфорд». Впоследствии объявил о завершении спортивной карьеры из-за травмы, однако позднее всё же вернулся в футбол и выступал за английские клубы «Олтрингем» и «Хайд Юнайтед» в Лиге Чешира.